# Taubenspikes

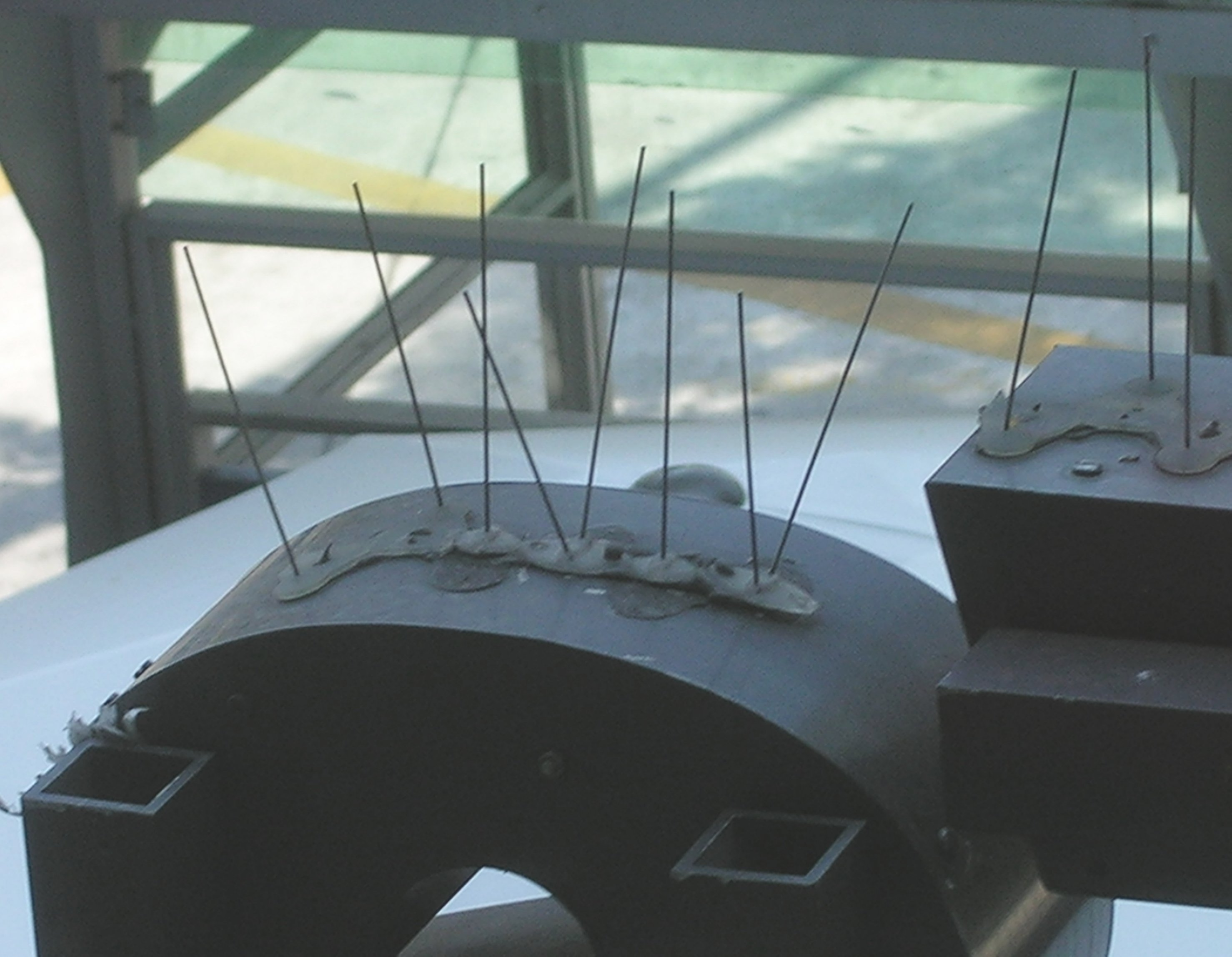
Taubenspikes auf Kunststoffbasis für kleine Flächen im Außenbereich

Taubenspikes (von engl. spike für Spitze, allgemeiner auch Vogelabwehrspitzen oder Taubenabwehr-Leisten genannt) sind auf Leisten angebrachte lange Metallspitzen, die vor allem an Gebäudefassaden, Brücken und anderen Bauwerken angebracht werden, um Tauben daran zu hindern, dort zu landen und zu nisten. Das Vergrämungsmittel dient also der Taubenabwehr. 
Heutzutage verwenden die Vögel diese Stifte selbst, um Vogelnester zu bauen. Elsternnester können bis zu 1.500 Metallnadeln und 50 Meter Vogelabwehrspitzen enthalten. Die Stifte werden im Dach des Nests verwendet, das zum Schutz vor Raubvögeln gebaut wird. Die Vögel benutzen die Stifte also genau so, wie sie vom Menschen gedacht waren, um andere Vögel zu verscheuchen.
Die Spitzen werden zumeist V-förmig auf einer Kunststoff- oder Edelstahlbasis angebracht und z. B. mit Silikonkleber befestigt. Sie gelten in Fachkreisen (neben dem fachgerechten Anbringen von Netzen und Gittern) als die bisher effektivste Form der Taubenabwehr und im Gegensatz zu vielen Konkurrenzprodukten als tierfreundlich, da die Tauben durch das Abwehrsystem bei sachgemäßer Anbringung nicht getötet und in aller Regel auch nicht verletzt werden, weshalb auch Organisationen wie die Royal Society for the Protection of Birds Taubenspikes empfehlen.
Das gleiche Konzept der passiven Abschreckung wird auch häufig eingesetzt, um Menschen davon abzuhalten, in besonders gesicherte oder gefährliche Bereiche einzudringen. Dabei kommen neben Spikes auch Stachel- und Klingendraht zum Einsatz. Durch den Einsatz dieser deutlich sichtbaren Hindernisse, sollen Personen beispielsweise daran gehindert werden, auf bestimmte Bauwerke zu klettern.

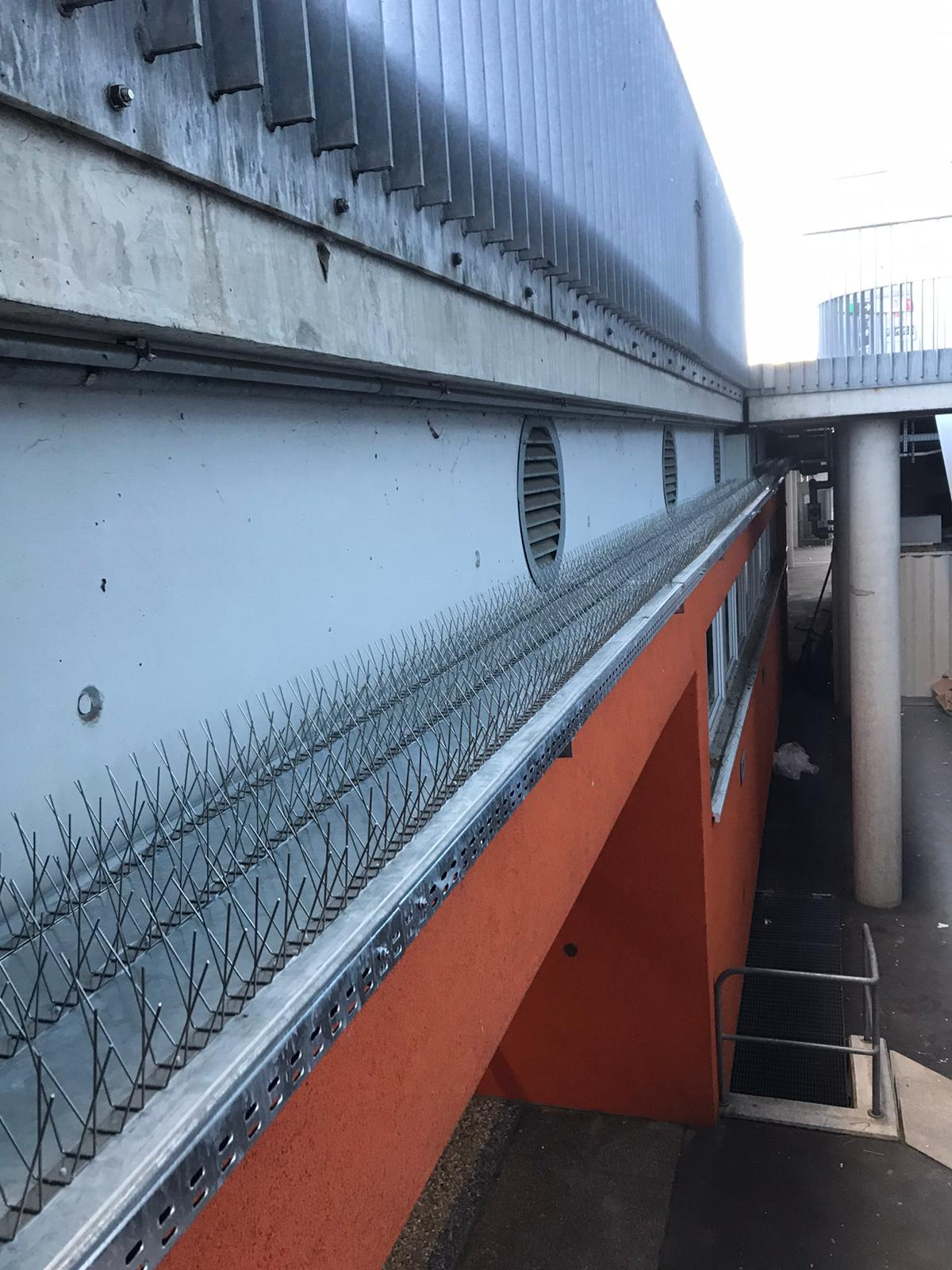
Taubenspikes auf Edelstahlbasis für großflächige Außenbereiche